# Joan García Pons
Joan García Pons (Sallent de Llobregat, Barcelona, 4 de mayo de 2001) es un futbolista español que juega como portero en el Fútbol Club Barcelona de la Primera División de España.
Comenzó su carrera futbolística en el C. E. Sallent antes de incorporarse a la cantera del R. C. D. Espanyol. Debutó en el primer equipo y se consolidó como portero titular. El 18 de junio de 2025, fichó por el F. C. Barcelona tras la activación de su cláusula de rescisión.

## Trayectoria deportiva

### R. C. D. Espanyol
Tras formarse como futbolista en las categorías inferiores del R. C. D. Espanyol, finalmente en 2019 debutó con el segundo equipo el 28 de septiembre contra el Valencia C. F. Mestalla, encuentro que finalizó con un resultado de empate a uno. El 1 de diciembre de 2021 debutó con el primer equipo en Copa del Rey contra la S. D. Solares-Medio Cudeyo.
En la temporada 2023-24 se consolidó como titular y fue clave en el ascenso a Primera División. El club renovó su contrato hasta 2028, y en la temporada 2024-25 volvió a ser determinante para lograr la permanencia en Primera División. Ese rendimiento llamó la atención del F. C. Barcelona, con quien se informó que alcanzó un principio de acuerdo, aunque el Espanyol recordó públicamente que su cláusula seguía vigente y que el portero solo saldría si se abonaba su rescisión.
El 18 de junio de 2025, mediante un video publicado en sus redes sociales, se despidió del Espanyol tras llevar desde los 15 años en el club, antes de oficializarse su fichaje por el Fútbol Club Barcelona.

### Fútbol Club Barcelona
El 18 de junio de 2025, el club catalán oficializó su fichaje, pagando la cláusula de rescisión del jugador. El coste de la cláusula fue de 25 millones de euros más IPC, anunciando que el 20 de junio del mismo año, el jugador firmaría contrato para las próximas seis temporadas, hasta el 30 de junio de 2031. Fue titular en todos los encuentros de la pretemporada y el 16 de agosto realizó su debut en partido oficial en la primera jornada del campeonato de Liga ante el R. C. D. Mallorca.

## Clubes
Actualizado al último partido disputado el 16 de agosto de 2025.
| Club                  | País   | Año       | Partidos | Goles |
| --------------------- | ------ | --------- | -------- | ----- |
| R. C. D. Espanyol "B" | España | 2019-2021 | 17       | 0     |
| R. C. D. Espanyol     | España | 2021-2025 | 67       | 0     |
| F. C. Barcelona       | España | 2025-     | 1        | 0     |